# Эвдорина
Эвдори́на (лат. Eudorina) — род колониальных водорослей, относится к семейству вольвоксовые. Каждая колония построена из 32, 64 или 128 клеток (у различных видов), расположены в комочке слизи, образуя сферическую форму. Каждая клетка имеет жгутики и, если они работают согласованно, то колония довольно быстро передвигается в толще воды. От гониума и пандорины отличается тем, что некоторые меньшие других клетки на переднем относительно направления движения её конце не могут размножаться с образованием новых колоний. Таким образом, началась функциональная специализация клеток.

### Места обитания
Обитает в пресных непроточных водоёмах, в планктоне озёр. 

## Классификация
Согласно базе данных AlgaeBase род охватывает следующие виды:
- Eudorina cylindrica Korshikov, 1938 — Эвдорина цилиндрическая
- Eudorina echidna Svirenko [Swirenko] in Pascher, 1926 — Эвдорина ехидна
- Eudorina elegans Ehrenb., 1832 — Эвдорина  изящная
- Eudorina indica Iyengar, 1933
- Eudorina peripheralis (Goldstein) T.K.Yamada in T.K.Yamada et al., 2008
- Eudorina plusicocca G.M.Smith, 1931
- Eudorina unicocca G.M.Smith, 1931